# شناگران (فیلم)
«شناگران» (انگلیسی: Swimmers) یک فیلم است که در سال ۲۰۰۵ منتشر شد. از بازیگران آن می‌توان به سارا پلسون و چری جونز اشاره کرد.